# Є
Ukrainskt je (Є, є) är en bokstav i det kyrilliska alfabetet som används i det ukrainska språket för det joterade vokalljudet /je/.

## Teckenkoder i datorsammanhang
| Teckenkoder        | Versal: Є                            | Gemen: є                           |
| ------------------ | ------------------------------------ | ---------------------------------- |
| Namn (Unicode)     | CYRILLIC CAPITAL LETTER UKRAINIAN IE | CYRILLIC SMALL LETTER UKRAINIAN IE |
| Kodpunkt (Unicode) | U+0404                               | U+0454                             |
| HTML               | &#x404;                              | &#x454;                            |